# Pícea d'Engelmann
La pícea d'Engelmann (Picea engelmannii) és una espècie de conífera de la família Pinaceae nadiua de l'oest d'Amèrica del Nord.

## Característiques
Picea engelmannii és un arbre perennifoli de mida mitjana arriba a 25-40 m d'alt. Les fulles són aciculars de 15 a 30 mm de llarg. Les pinyes pengen de 4 a 8 cm de llarg i 1,5 cm d'ample. Hibrida amb la pícea blanca i amb la pícea de Sitka.

## Distribució
Picea engelmannii és originària de l'oest d'Amèrica del Nord, des de la Colúmbia Britànica i sud-oest d'Alberta, fins al nord de Califòrnia, Arizona i Nou Mèxic; també hi ha dues poblacions aïllades al nord de Mèxic. Es desenvolupa principalment a elevades altituds en muntanyes des de 900 a 3.650 m d'altitud. En moltes zones arriba al límit arbori.

## Usos
La fusta és econòmicament important per a fer paper i la construcció. D'aquests arbres que creixen lentament perquè ho fan a gran altitud se'n fan instruments musicals com guitarres i arpes. També es fa servir com arbre de Nadal.

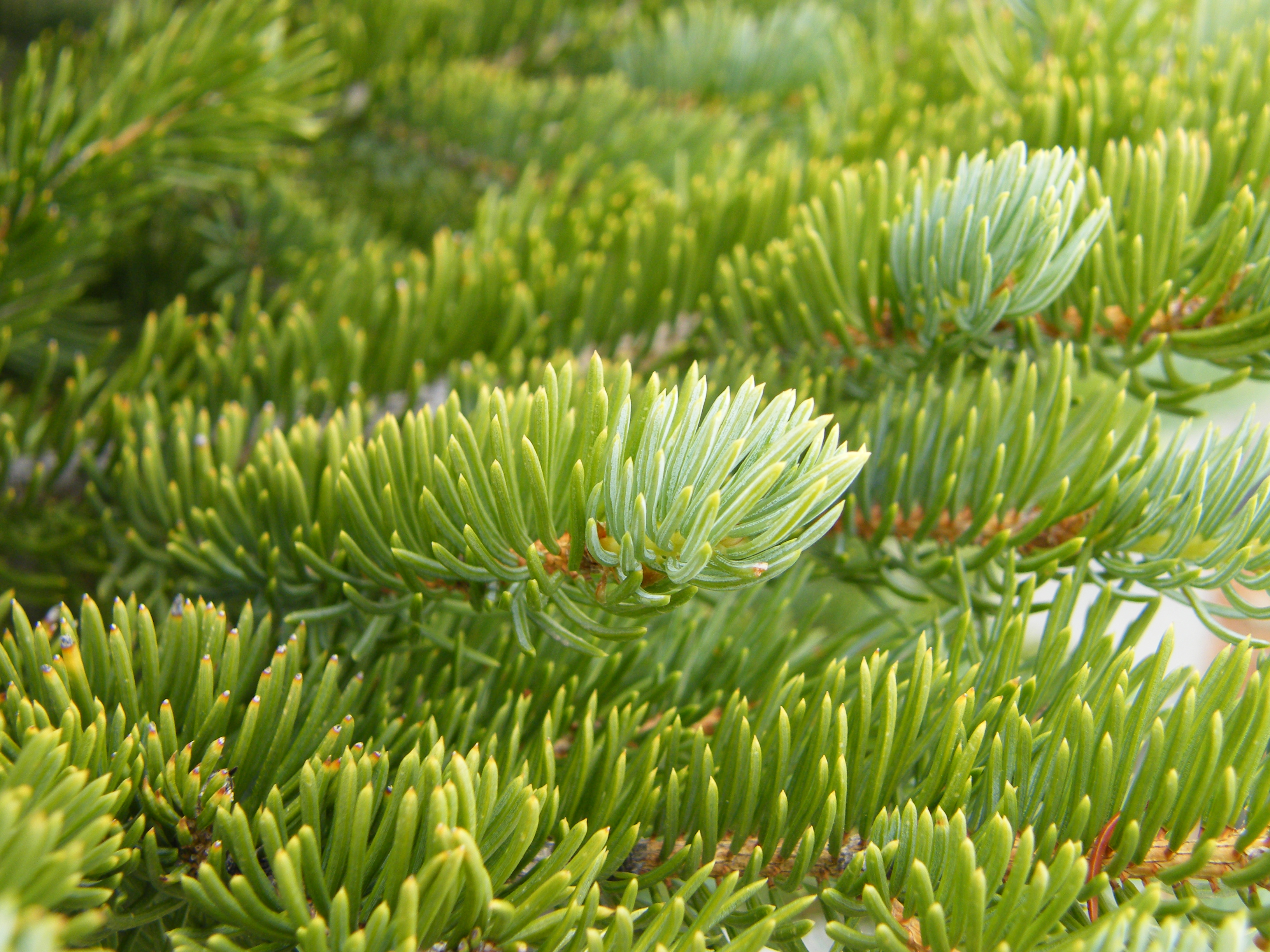
Fulles
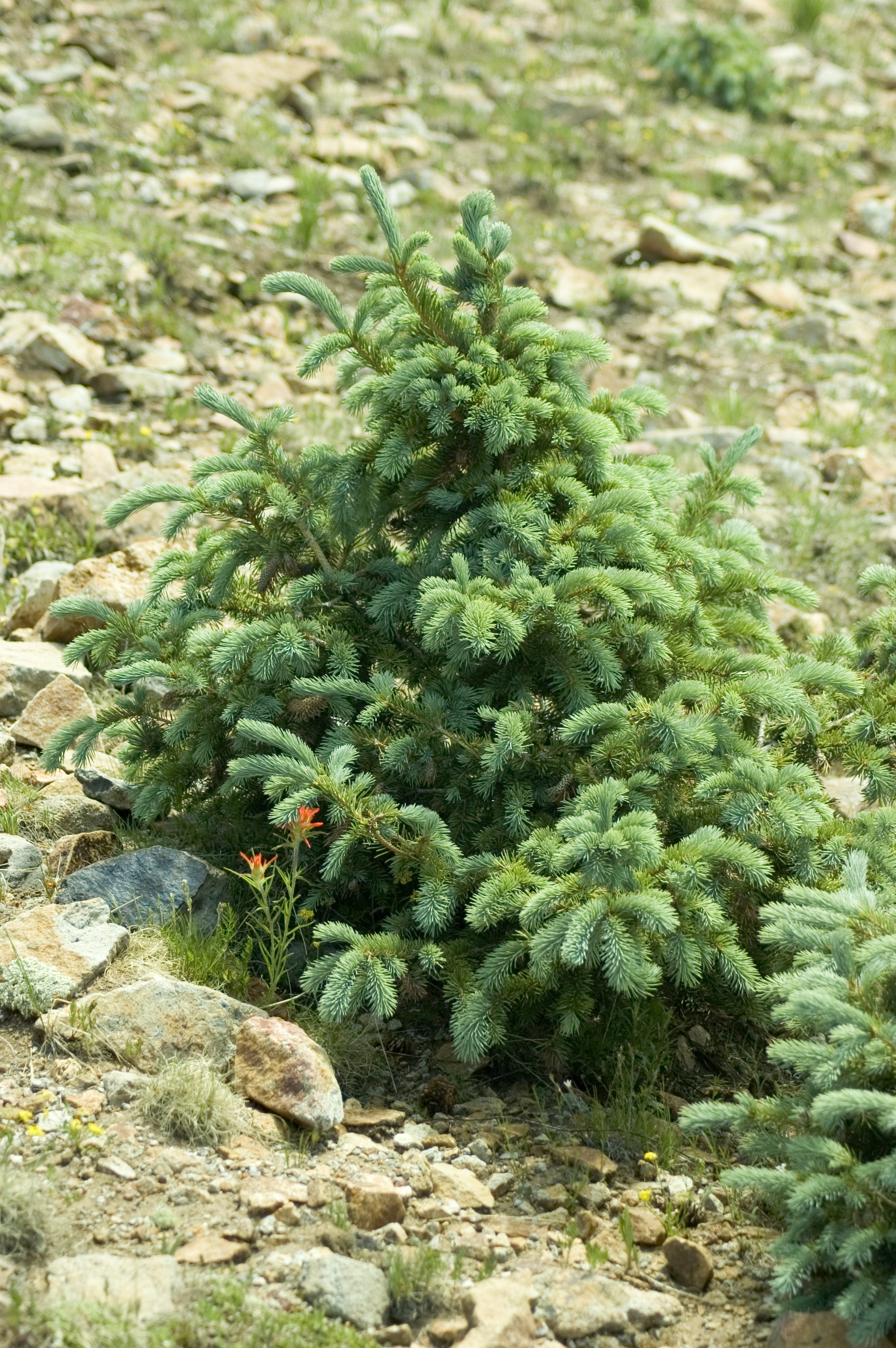
Arbre jove a Sierra Blanca
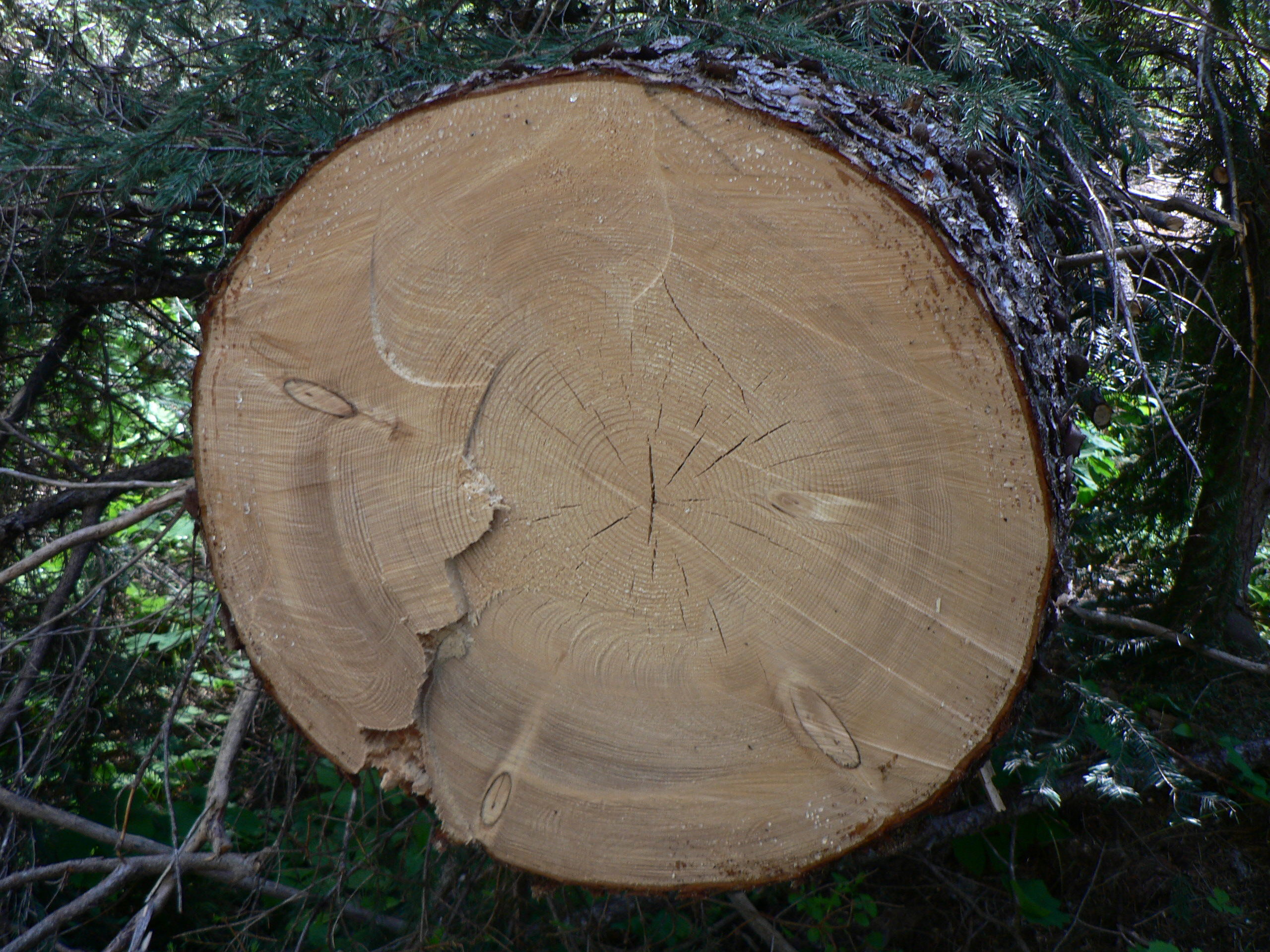
Anells de creixement amb nusos
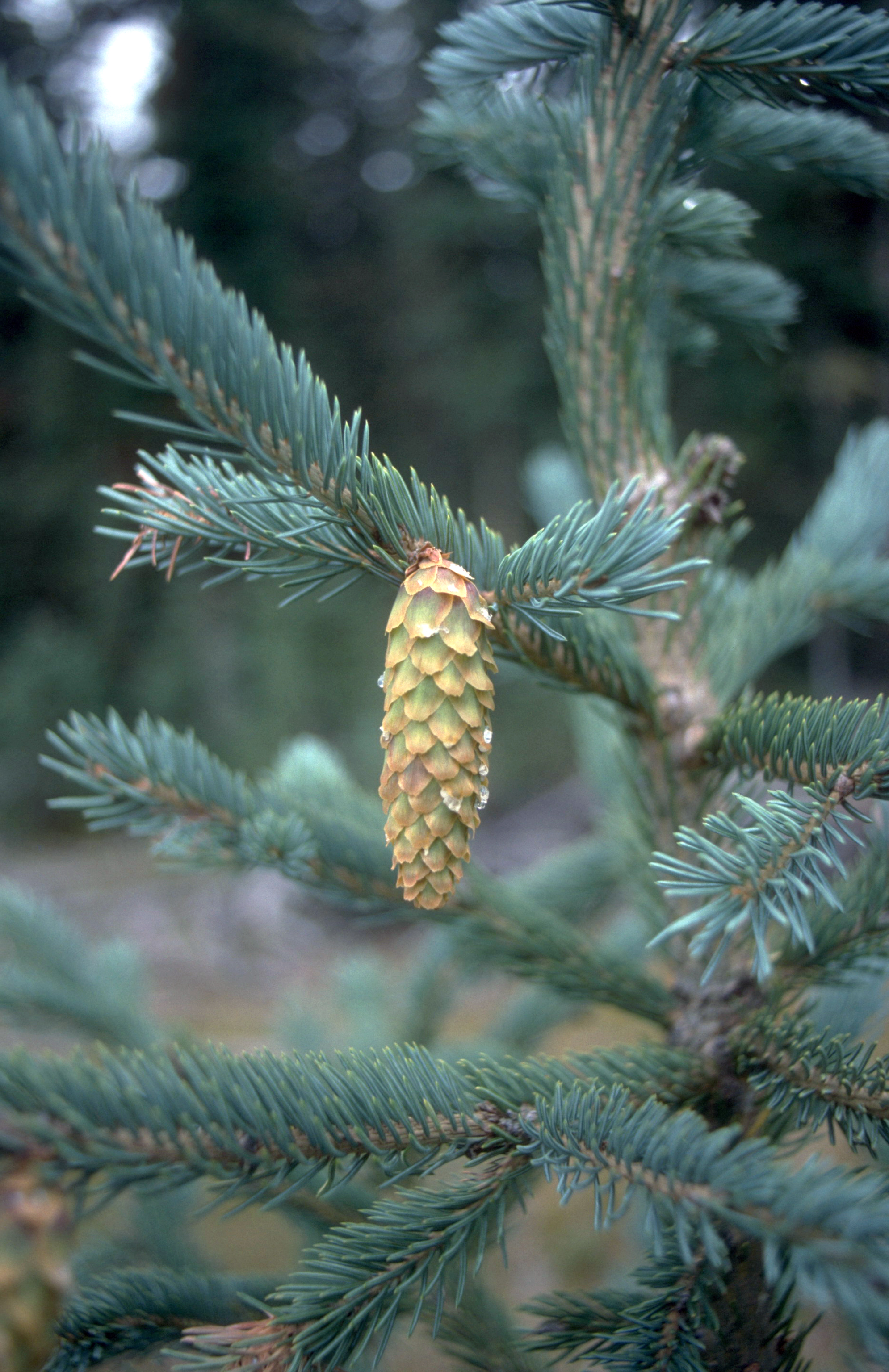
Fulles i pinya